# Ba hạt dẻ dành cho nàng Lọ Lem
Ba hạt dẻ dành cho nàng Lọ Lem (tiếng Đức: Drei Haselnüsse für Aschenbrödel, tiếng Séc: Tři oříšky pro Popelku) là phim điện ảnh Tiệp Khắc (Barrandov Studios) và Cộng hòa dân chủ Đức (DEFA-Studio für Spielfilme) hợp tác sản xuất năm 1973. Phim do Václav Vorlíček đạo diễn.

## Diễn viên
- Libuše Šafránková (Lọ Lem)
- Pavel Trávníček (Hoàng tử)
- Carola Braunbock (Mẹ)
- Daniela Hlaváčová (Dora)
- Rolf Hoppe (Vua)
- Karin Lesch (Hoàng hậu)
- Vladimír Menšík (Vincek)
- Jan Libíček (Thầy giáo)
- Míla Myslíková (Quản gia)
- Vítězslav Jandák (Kamil)
- Jaroslav Drbohlav (Vítek)
- Helena Růžičková (Công chúa Drobena)